# Престон (Міннесота)
Престон (англ. Preston) — місто (англ. city) в США, в окрузі Філлмор штату Міннесота. Населення — 1322 особи (2020).

## Географія
Престон розташований за координатами 43°40′20″ пн. ш. 92°4′57″ зх. д. / 43.67222° пн. ш. 92.08250° зх. д. (43.672340, -92.082607).  За даними Бюро перепису населення США в 2010 році місто мало площу 6,34 км², уся площа — суходіл.

## Демографія
Згідно з переписом 2010 року, у місті мешкало 1325 осіб у 603 домогосподарствах у складі 361 родини. Густота населення становила 209 осіб/км².  Було 675 помешкань (107/км²).
Расовий склад населення:
| - 98,3 % — білих - 0,2 % — корінних американців - 0,2 % — чорних або афроамериканців - 0,2 % — азіатів |

До двох чи більше рас належало 1,1 %. Частка іспаномовних становила 0,6 % від усіх жителів.
За віковим діапазоном населення розподілялося таким чином: 21,4 % — особи молодші 18 років, 57,8 % — особи у віці 18—64 років, 20,8 % — особи у віці 65 років та старші. Медіана віку мешканця становила 43,8 року. На 100 осіб жіночої статі у місті припадало 97,8 чоловіків;  на 100 жінок у віці від 18 років та старших — 94,6 чоловіків також старших 18 років.
Середній дохід на одне домашнє господарство  становив 51 443 долари США (медіана — 43 150), а середній дохід на одну сім'ю — 62 342 долари (медіана — 52 188). Медіана доходів становила 36 118 доларів для чоловіків та 38 516 доларів для жінок. За межею бідності перебувало 14,1 % осіб, у тому числі 34,5 % дітей у віці до 18 років та 7,2 % осіб у віці 65 років та старших.
Цивільне працевлаштоване населення становило 657 осіб. Основні галузі зайнятості: освіта, охорона здоров'я та соціальна допомога — 24,5 %, виробництво — 13,9 %, мистецтво, розваги та відпочинок — 8,5 %, роздрібна торгівля — 8,2 %.